# Poljska preslica
Poljska preslica (rastavić, konjski rep, lat. Equisetum arvense), je jednogodišnja biljka iz porodice Equisetaceae. Raste u umjerenom pojasu sjeverne hemisfere. Kod nas raste uz potoke i na vlažnim mjestima po šumama i livadama. Ljekovita je biljka. Mladi proljetni izdanci su jestivi.

## Sastav
Biljka sadrži askorbinsku kiselinu (0,19 %), karoten, saponin ekvizetonin (oko 5%), flavonoide (kvercitin, izokvercitin, kempferol, luteolin, ekvizetrin), masti, nikotin, kremičnu kiselinu (do 25 %), organske kiseline (jabučnu, oksalnu i akonitnu), masno ulje, taninske i smolaste tvari, fenilkarbonovu kiselinu, mineralne soli, sitosterol.

## Uporaba u narodnoj medicini
E. arvense koristi se u tradicionalnoj austrijskoj biljnoj medicini kao čaj, ili izvana kao kupka ili kompresa, za liječenje poremećaja kože, lokomotornog sustava, bubrega i mokraćnog sustava, reumatizma i gihta.

## Kontraindikacije
Ne koristiti kod nefritisa i nefroza!

## Druge mogućnosti uporabe
Nekada se koristila za poliranje kositrenih predmeta, te drveta.

## Vanjske poveznice
|  | Zajednički poslužitelj ima stranicu o temi Equisetum arvense    |
|  | Zajednički poslužitelj ima još gradiva o temi Equisetum arvense |
|  | Wikivrste imaju podatke o taksonu Equisetum arvense             |

- E. arvense, Northumberland, UK
- E. arvense, Karlsruhe, Njemačka
- E. arvense
- E. arvense